# Gardelegen
Gardelegen é uma cidade da Alemanha localizada no distrito de Altmarkkreis Salzwedel, estado de Saxônia-Anhalt.
Gardelegen é membro e sede do Verwaltungsgemeinschaft de Gardelegen Stadt, e apenas sede do Verwaltungsgemeinschaft de Südliche Altmark.
Gardelegen está situada na fronteira norte do pântano Colbitz-Letzlinger Heide e é cercada pela reserva florestal Lindenthalter Forst no norte e pelo parque natural Drömling no oeste. A cidade hanseática, possui mais de 850 anos, está repleta de edifícios históricos.

## Geografia
A cidade Gardelegen consiste em Gardelegen propriamente dita e nas seguintes Ortschaften ou divisões municipais
- Algenstedt
- Berge
- Breitenfeld
- Dannefeld
- Estedt
- Hemstedt
- Hottendorf
- Ipse
- Jävenitz
- Jeggau
- Jerchel
- Jeseritz
- Kassieck
- Kloster Neuendorf
- Köckte
- Letzlingen
- Lindenthal
- Lindstedt
- Mieste
- Miesterhorst
- Peckfitz
- Potzehne
- Roxförde
- Sachau
- Schenkenhorst
- Seethen
- Sichau
- Solpke
- Trüstedt
- Wannefeld
- Weteritz
- Wiepke
- Zichtau
- Zienau
- Ziepel

## Galeria

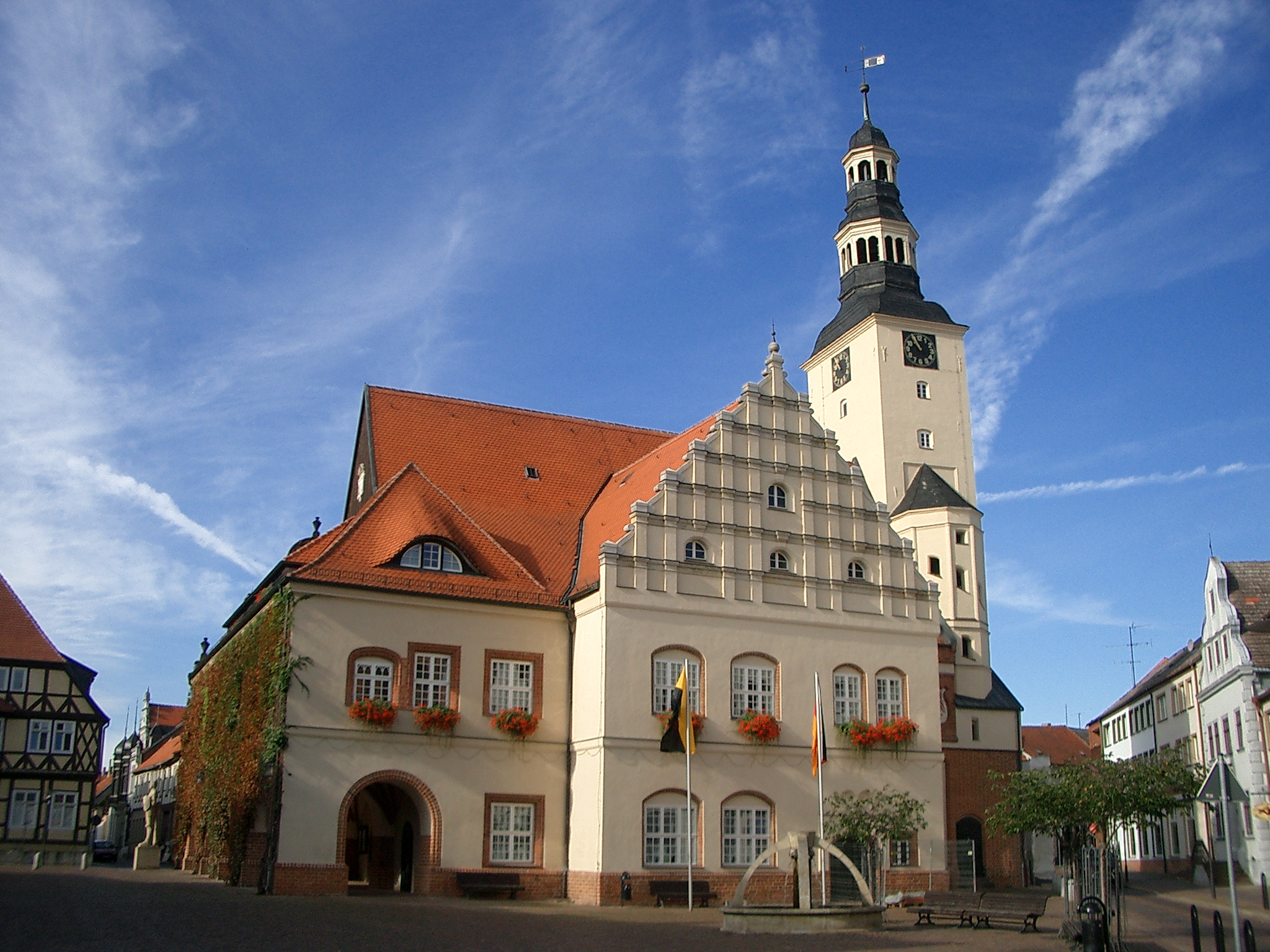
Prefeitura de Gardelegen
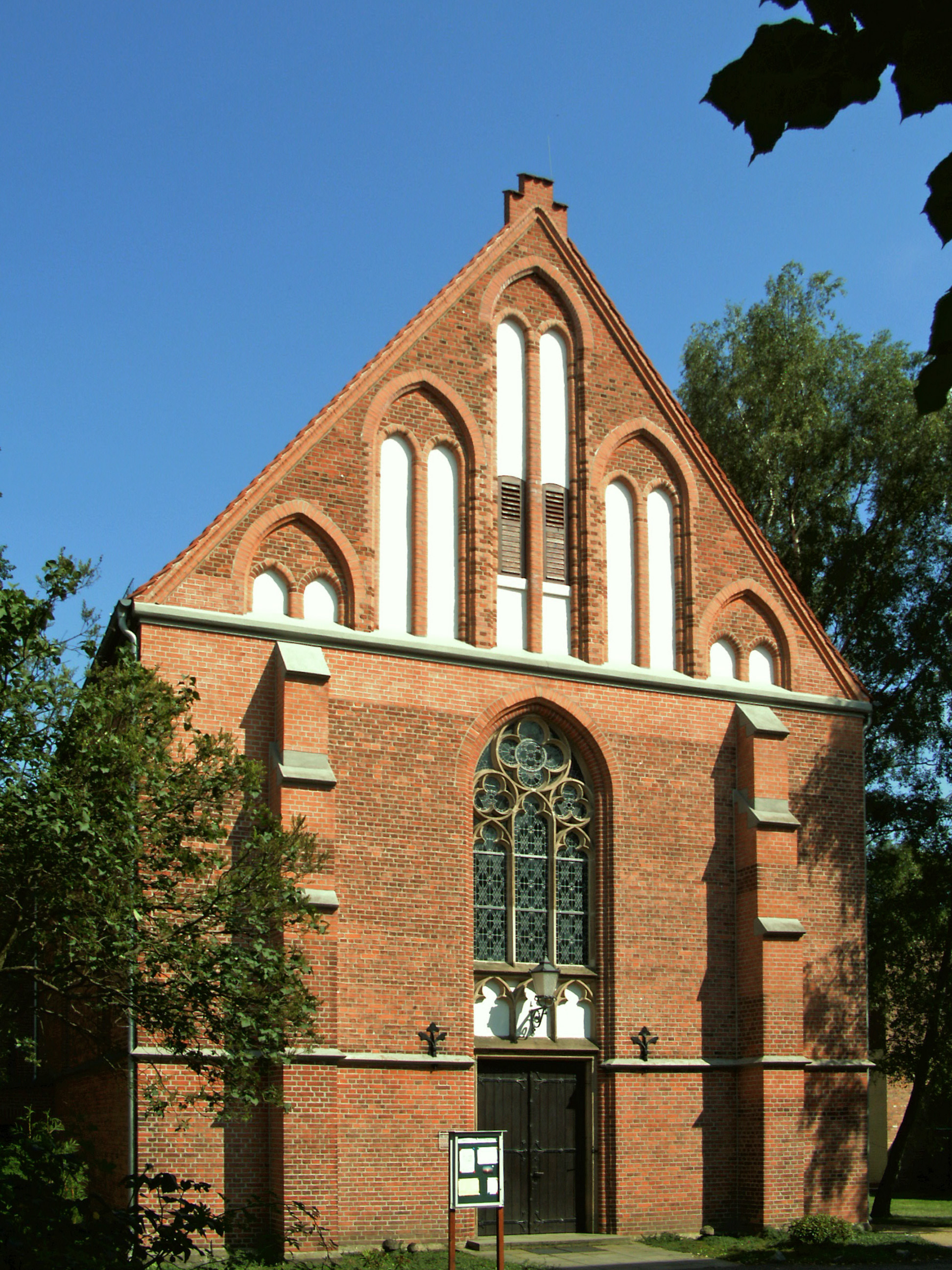
Igereja Católica de São Miguel
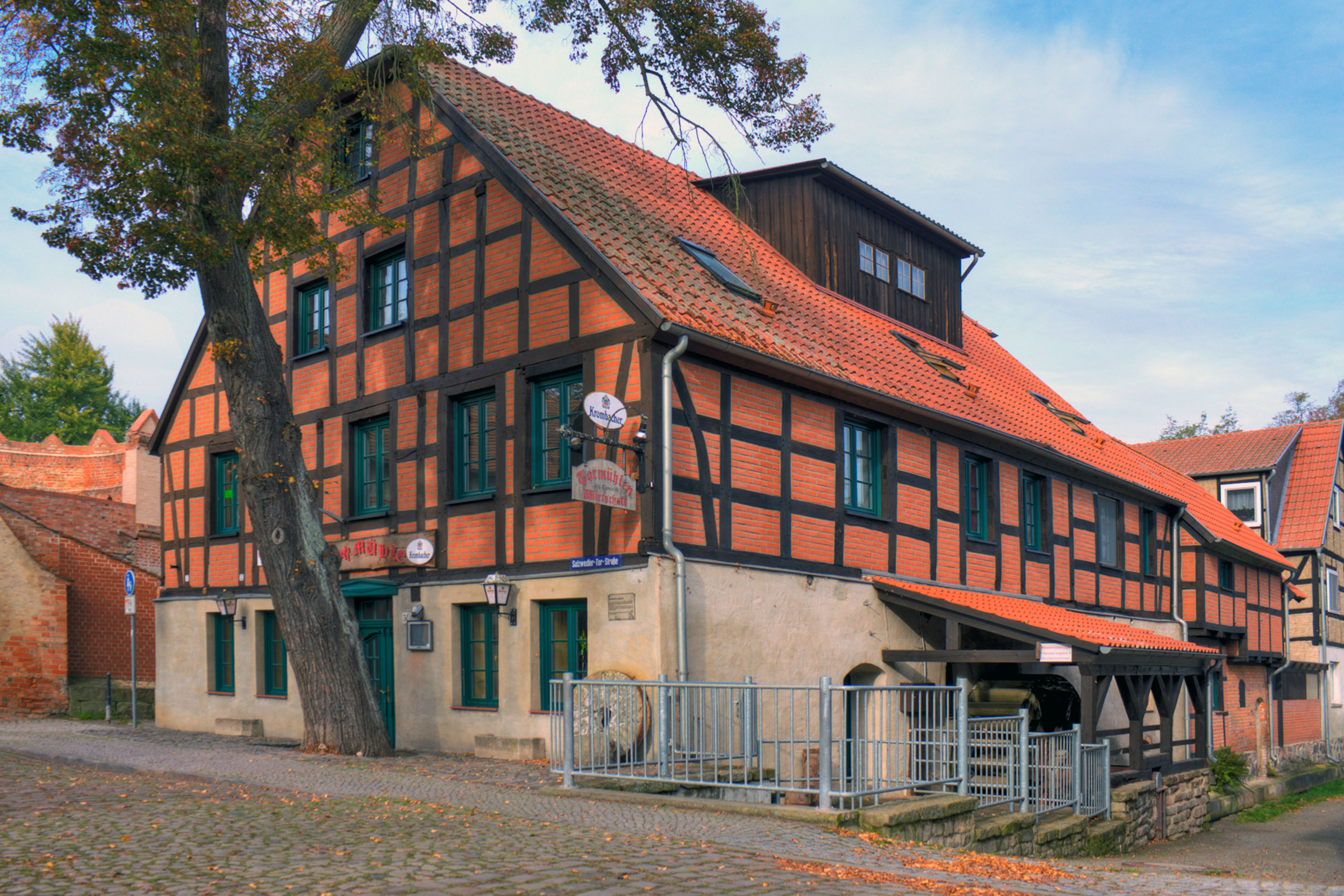
Moinho de Água de Gardelegen
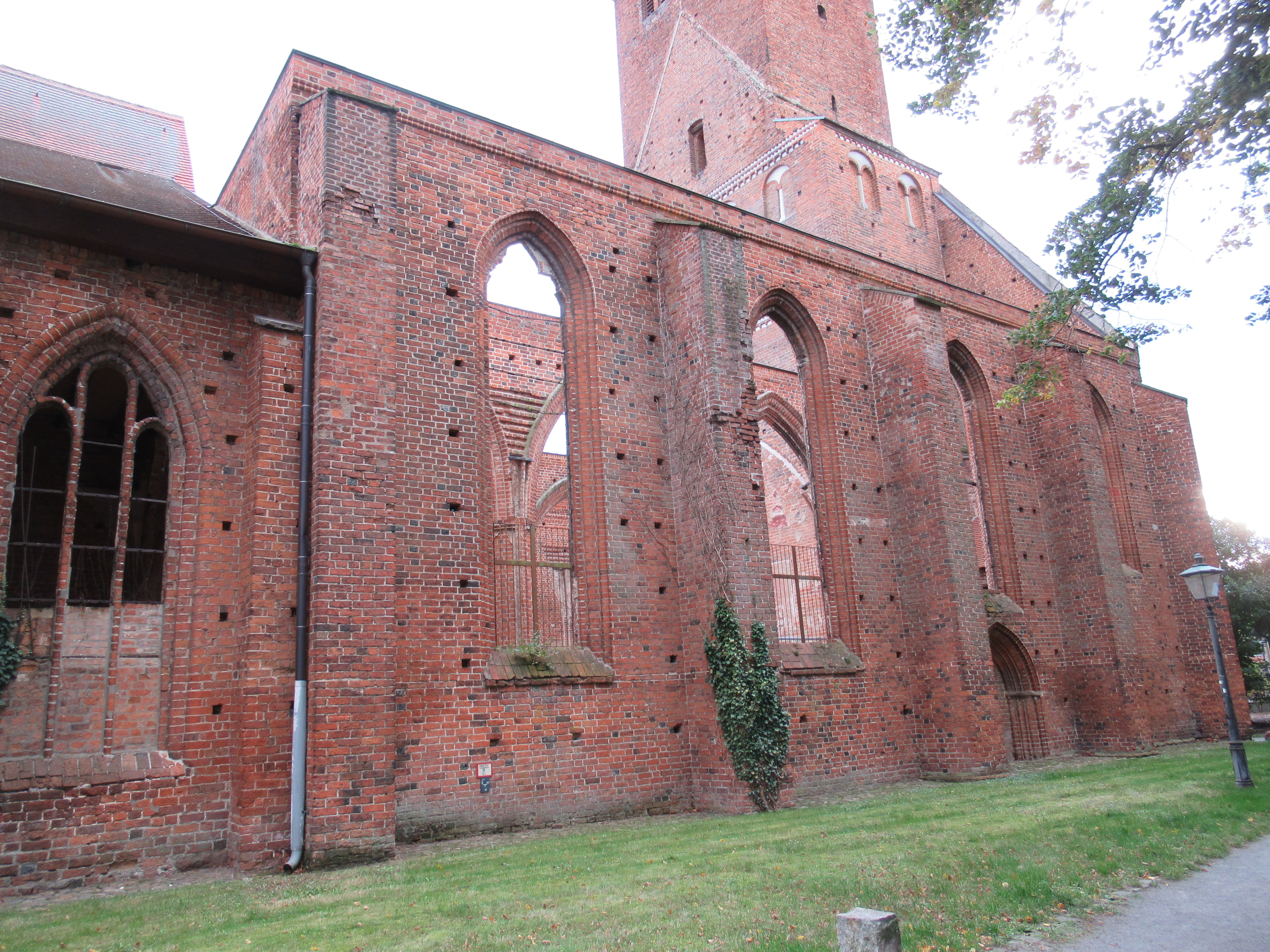
Ruínas da Igreja de São Nicolau
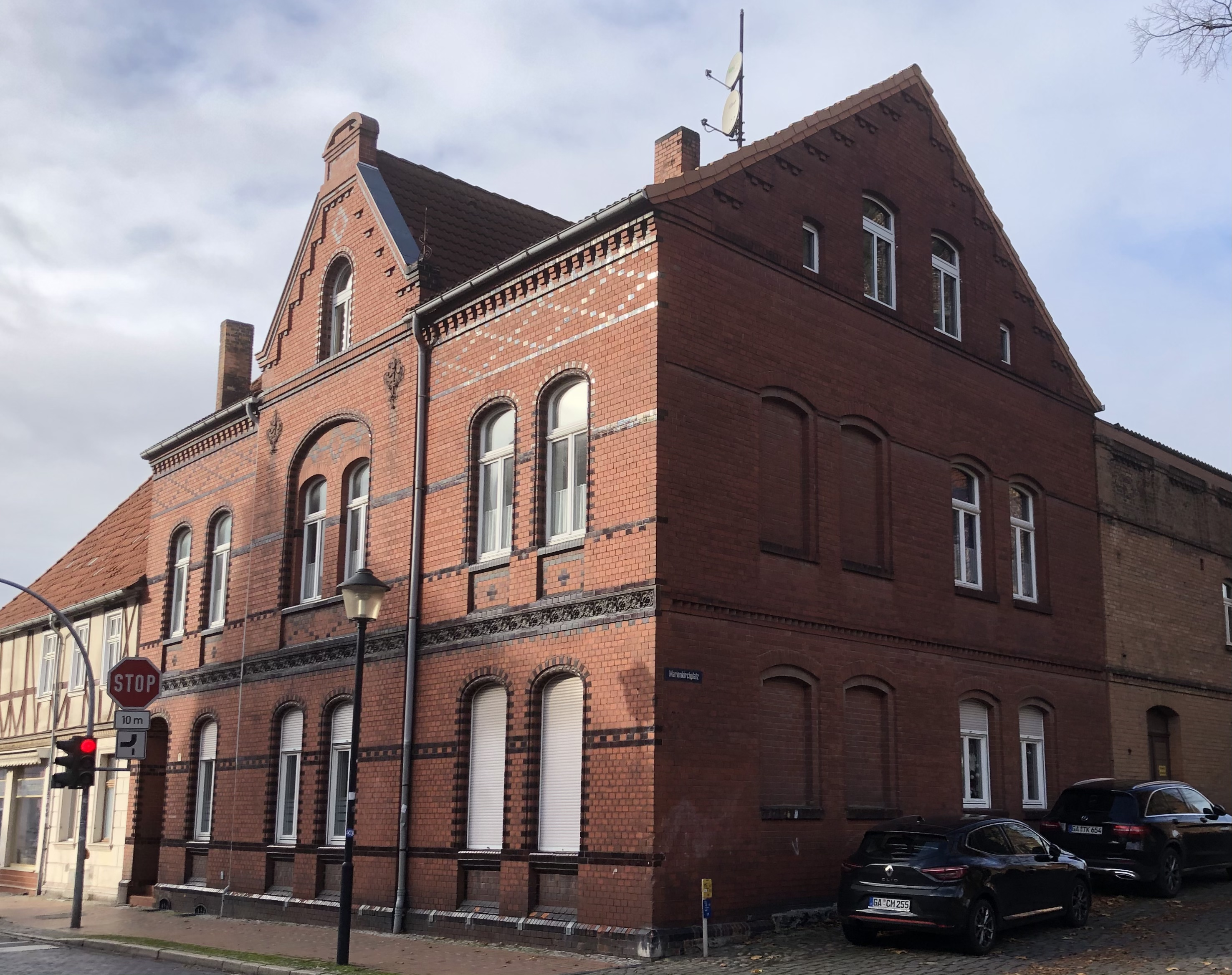
Rua Philipp-Müller
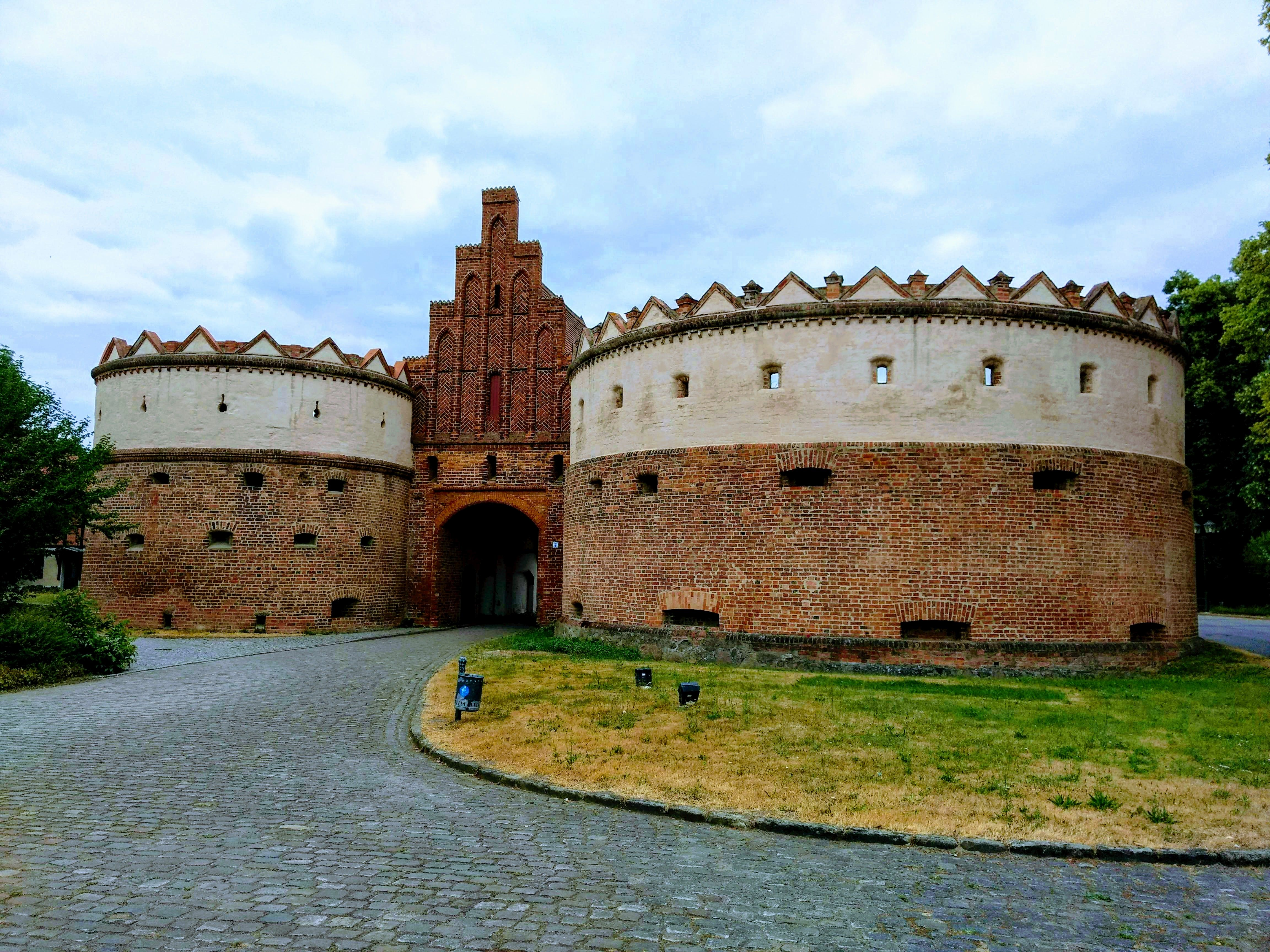
Portão
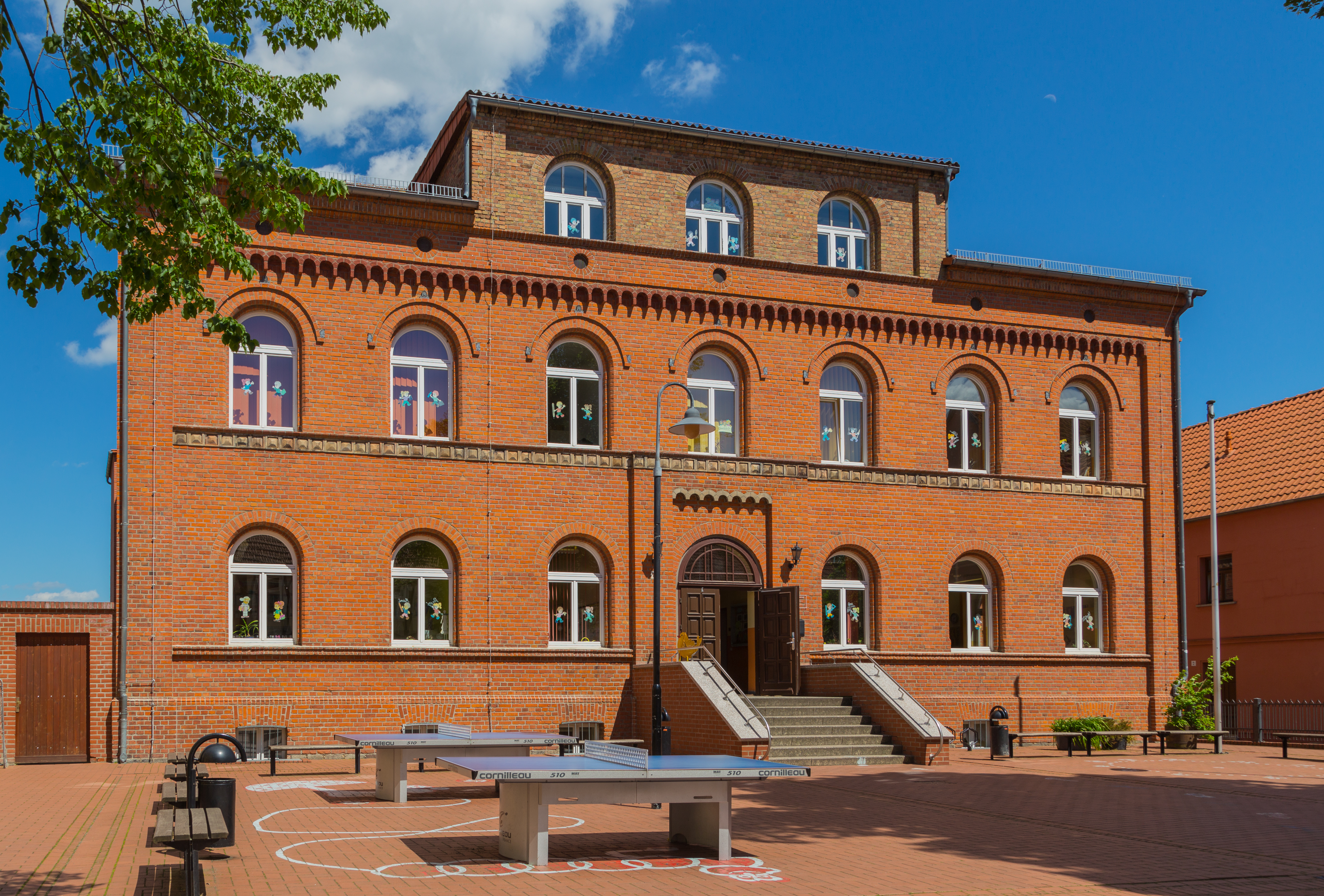
Escola Goethe
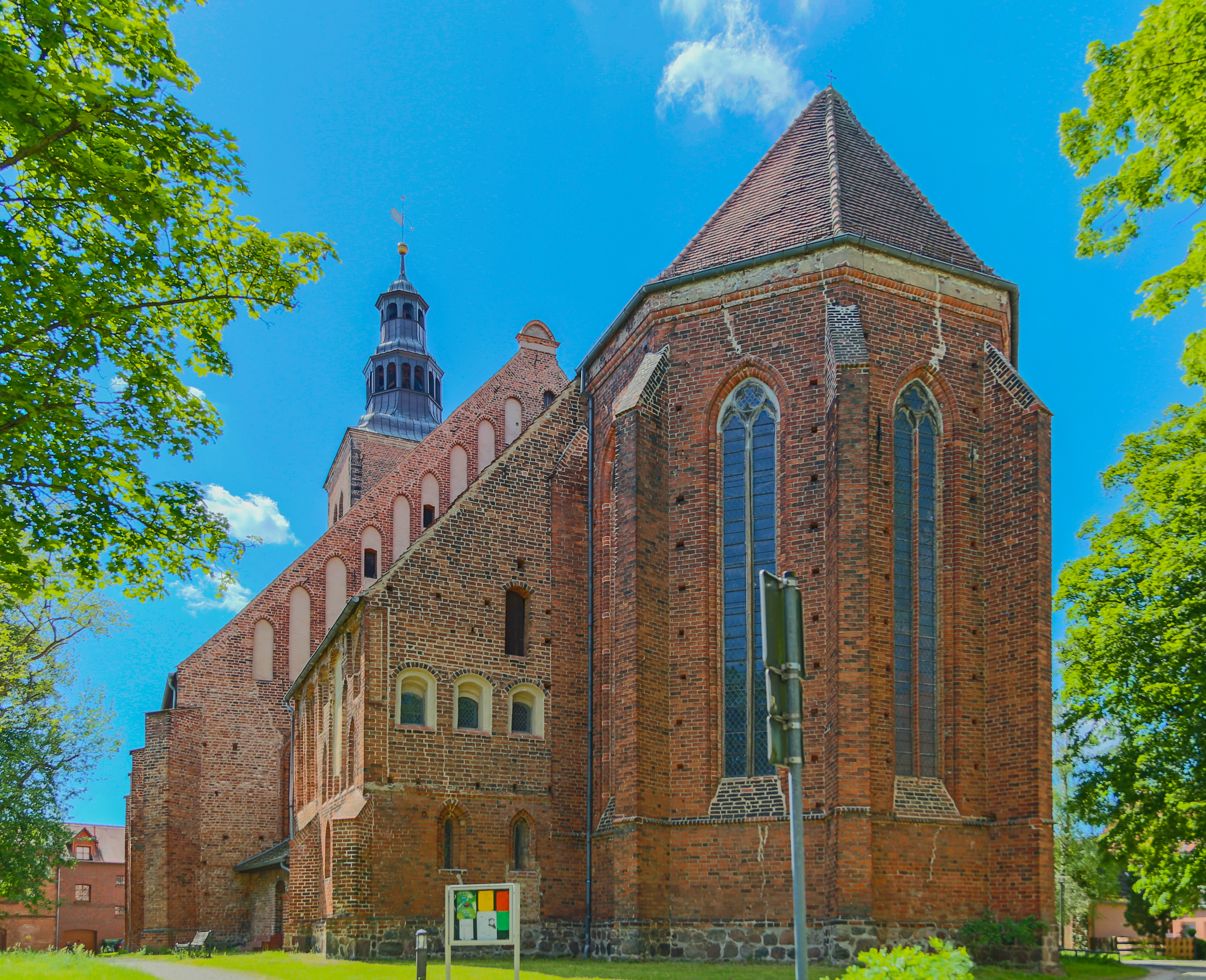
Igreja Protestante de Santa Maria